# United Passions
United Passions: La légende du football es una película franco-británica de 2014.

## Argumento
Narra la historia de la Federación Internacional de Fútbol Asociación (FIFA) desde su fundación, en 1904, hasta la elección de Sudáfrica como sede de la Copa del Mundo 2010, pasando por hitos futbolísticos del siglo XX como el Partido de la Muerte o el Maracanazo. Se enfoca en la figura de sus tres presidentes más emblemáticos: Jules Rimet (Gérard Depardieu), João Havelange (Sam Neill) y Joseph Blatter (Tim Roth). El propio Blatter supervisó el guion y la FIFA financió el 90% de la producción.

## Elenco
- Tim Roth como Joseph Blatter.
- Gérard Depardieu como Jules Rimet.
- Sam Neill como João Havelange.
- Fisher Stevens como Carl Hirschmann.
- Thomas Kretschmann como Horst Dassler.
- Serge Hazanavicius como Robert Guérin.
- Jemima West como Annette Rimet.
- Martin Jarvis como Stanley Rous.

## Recepción
La película contó con un presupuesto de entre 25 y 32 millones de dólares. Sin embargo, resultó un estrepitoso fracaso de taquilla y de crítica, debido al repudio generalizado hacia la FIFA que generó el escándalo de corrupción que se destapó pocos días después de su estreno, recaudando tan solo 918 dólares en Estados Unidos y 178.000 dólares en todo el mundo, lo que la convirtió en una de las películas menos taquilleras de la historia. Obtuvo un 0% en Rotten Tomatoes y un inédito 1/100 en Metacritic, con la calificación de «aversión abrumadora» basada en el consenso de 8 críticos. Debido a su carácter casi propagandístico, que idealiza la labor de la FIFA y sus «incorruptibles» dirigentes a lo largo de su historia, críticos de periódicos como The New York Times y The Guardian la han calificado como la peor película de todos los tiempos.

## Premios
United Passions obtuvo el premio especial Barry L. Bumstead al peor fracaso de taquilla durante la edición 2016 de los Razzies.